# 중도우파
중도우파(中道右派)는 중도를 지키면서 우파적인 면모를 보이는 것을 뜻한다. 일반적으로 보수주의, 보수자유주의, 경제적 자유주의, 자유보수주의 등을 이념으로 갖는다.

## 국가별 중도우파

독일의 여당이자 중도우파 정당인 기민련

### 유럽의 중도우파
영국을 제외한 유럽에서의 중도우파는 1800년대까지 왕정주의자와 귀족 특권론자들로 받아들여졌다. 그러나 1848년 혁명과 1871년 파리코뮌 등의 노동운동을 겪으면서 사회주의 운동이 확산됨에 따라 중도우파 정당들도 굉장히 온건해졌다. 대공황 이후로는 유럽의 중도우파 주류는 자유주의, 자유보수주의로 받아들여진다. 대표적으로 독일 기독교민주연합과 영국 보수당 그리고 노르웨이 우파당이 유럽의 중도우파 정당이다. 이들 중 절대다수는 중도좌파 정당과의 대연정을 겪으며 경제적, 사회적으로 좌경화되었으며, 이로 인해 정통 중도우파들에 의해 색체가 모호해졌다며 비판받기도 한다. 대한민국에서는 앙겔라 메르켈과 우르줄라 폰 데어 라이엔, 안네그레트 크람프카렌바우어와 마리아노 라호이, 도날트 투스크 그리고 프랑수아 피용이 잘 알려져 있다.

### 영국의 중도우파
반면 중도좌파 정당과 경쟁해온 영국과 호주 같은 구 영국 식민국가에서는 중도우파 정당이 1950년대 중도우파의 색채를 그대로 유지한 경우가 많았다. 영국 보수당은 성소수자 등 일부 사회 이슈에서는 독일 기독교민주연합 같은 유럽 국가들의 중도우파보다 더 중도적이고 자유주의적인 입장을 띄기도 하지만 경제 이슈에서는 좀 더 우파색채가 강하다. 북유럽의 중도우파는 더욱 온건한 편이다.

## 중도우파 이념
중도우파로 분류되는 일반적인 이념은 아래와 같다. 다만 나라별 정치적 상황이나, 정치 집단의 다른 개별적 요소에 따라 중도우파 이념이 아닐 수도 있다.
- 보수주의
- 재정보수주의
- 자유보수주의
- 보수자유주의
- 녹색보수주의
- 경제적 자유주의
- 민주자본주의

## 중도우파 정당
전세계 주요 국가의 중도우파 정당으로는 영국의 보수당, 프랑스의 공화당, 스웨덴의 온건당, 덴마크의 좌파당, 포르투갈의 사회민주당, 타이완의 중국 국민당, 일본의 공명당 등이 있다.

## 중도우파 언론
중도우파 언론의 경우 경제신문의 비중도 적지 않은데 경제신문들은 보통 기업의 이익 문제를 대변하고 그 이외에는 실용주의적 성격을 띄는 경우가 많기 때문이다.
- 대한민국 - SBS, 한국일보, 중앙일보[2]
- 독일 - 프랑크푸르터 알게마이네 차이퉁, 디 벨트
- 영국 - 타임스[3], 데일리 텔레그래프
- 일본 - 니혼게이자이 신문[4]
- 싱가포르 - 더 스트레이츠 타임스[5]
- 미국 - 월 스트리트 저널[6]
- 싱가포르 - 더 스트레이츠 타임스[7]
- 프랑스 - 르 피가로

## 같이 보기
- 국제민주연합
- 중도우파 정당 목록
- 정치적 스펙트럼
- 중도좌파
- 중도주의